# Pierre de la Vergne
Pour les articles homonymes, voir Cardinal vert (homonymie).
Pierre de la Vergne, le cardinal Vert, est un cardinal français né dans le Limousin et mort le 6 octobre 1403 à Avignon.

## Biographie
Pierre de la Vergne étudie le droit canonique à l'université de Montpellier et y est professeur. Il est prébendaire et archidiacre à Rouen et référendaire et auditeur de la Rote romaine. 
De la Vergne est créé cardinal par le pape Grégoire XI lors du consistoire du 30 mai 1371. Le cardinal de la Vergne participe aux deux conclaves de 1378 lors desquels Urbain VI et l'antipape Clément VII sont élus. Il passe à l'obédience de l'antipape et il est chanoine et archidiacre de Séville (ou Ségovie) et prieur commendataire de l'abbaye de Montserrat (sans en prendre possession). De la Vergne joint l'obédience de Rome en 1398, avec les autres cardinaux français.